# Robeže
Robeže (nemško Robesch) je naselje v Občini Galicija v Okraju Velikovec na Koroškem v Avstriji.